# Neoleptoneta coeca
Neoleptoneta coeca là một loài nhện trong họ Leptonetidae.
Loài này thuộc chi Neoleptoneta. Neoleptoneta coeca được Ralph Vary Chamberlin & W. Ivie miêu tả năm 1942.